# Freedom Call (Angra)
Freedom Call è un EP degli Angra.
Contiene una cover della canzone Painkiller dei Judas Priest.

## Tracce
1. Freedom Call - 5:08 (Kiko Loureiro - Andre Matos)
2. Queen of the Night - 4:38 (Rafael Bittencourt)
3. Reaching Horizons - 5:08 (Bittencourt)
4. Stand Away - 4:38 (Bittencourt)
5. Painkiller - 6:05 (K. K. Downing - Rob Halford - Glenn Tipton)
6. Deep Blue - 3:57 (Matos)
7. Angels Cry - 9:54 (Bittencourt - Matos)
8. Chega de Saudade - 2:55 (Vinícius de Moraes - Antônio Carlos Jobim)
9. Never Understand - 6:22 (Bittencourt, Matos)

## Formazione
- Andre Matos - voce
- Kiko Loureiro - chitarra
- Rafael Bittencourt - chitarra
- Luis Mariutti - basso
- Ricardo Confessori - batteria